# Téléphérique du Pain de Sucre
Le téléphérique du Pain de Sucre est un téléphérique brésilien reliant le pied au sommet du mont du Pain de Sucre à Rio de Janeiro. Il a été inauguré en 1912.

## Historique

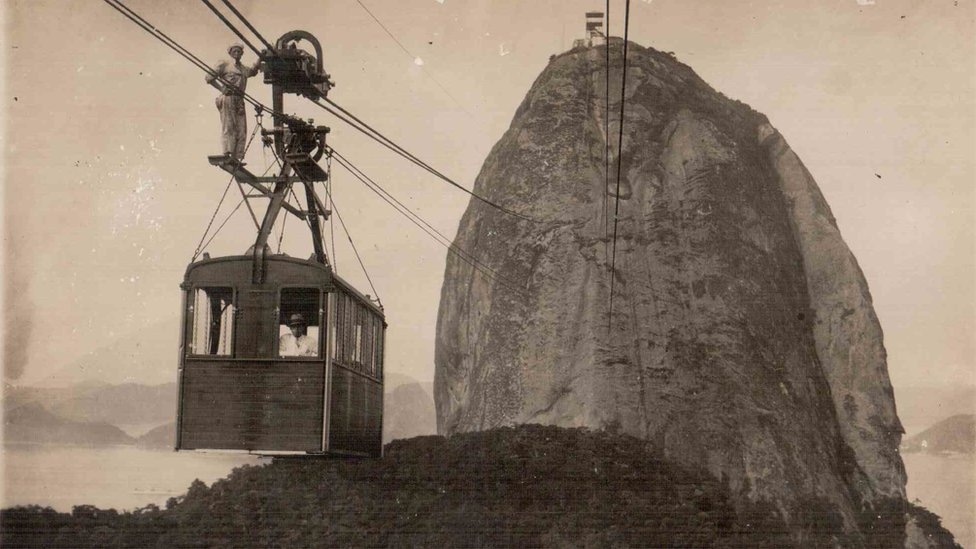
Le premier téléphérique.

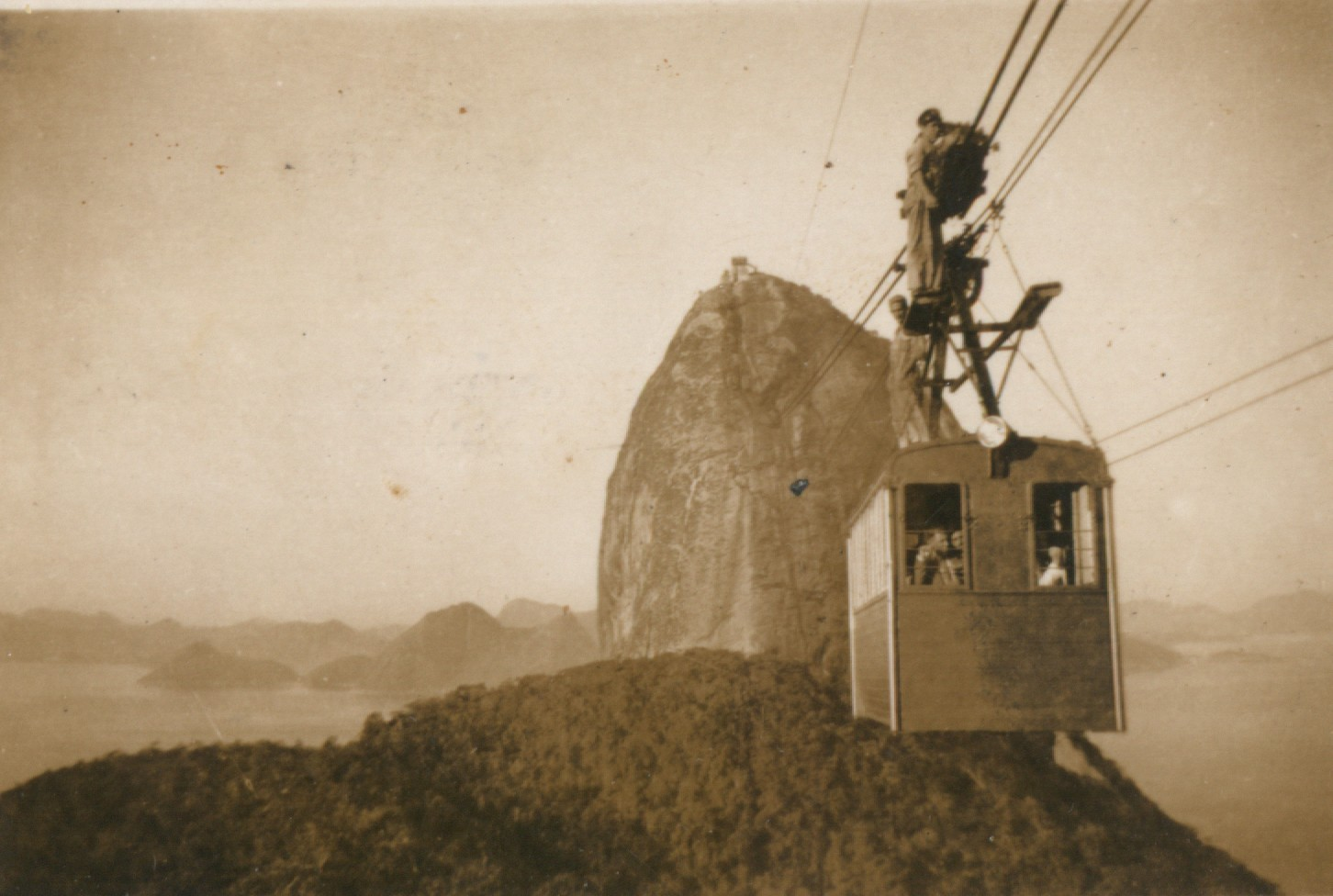
Opération de maintenance dans les années 1940-1950.

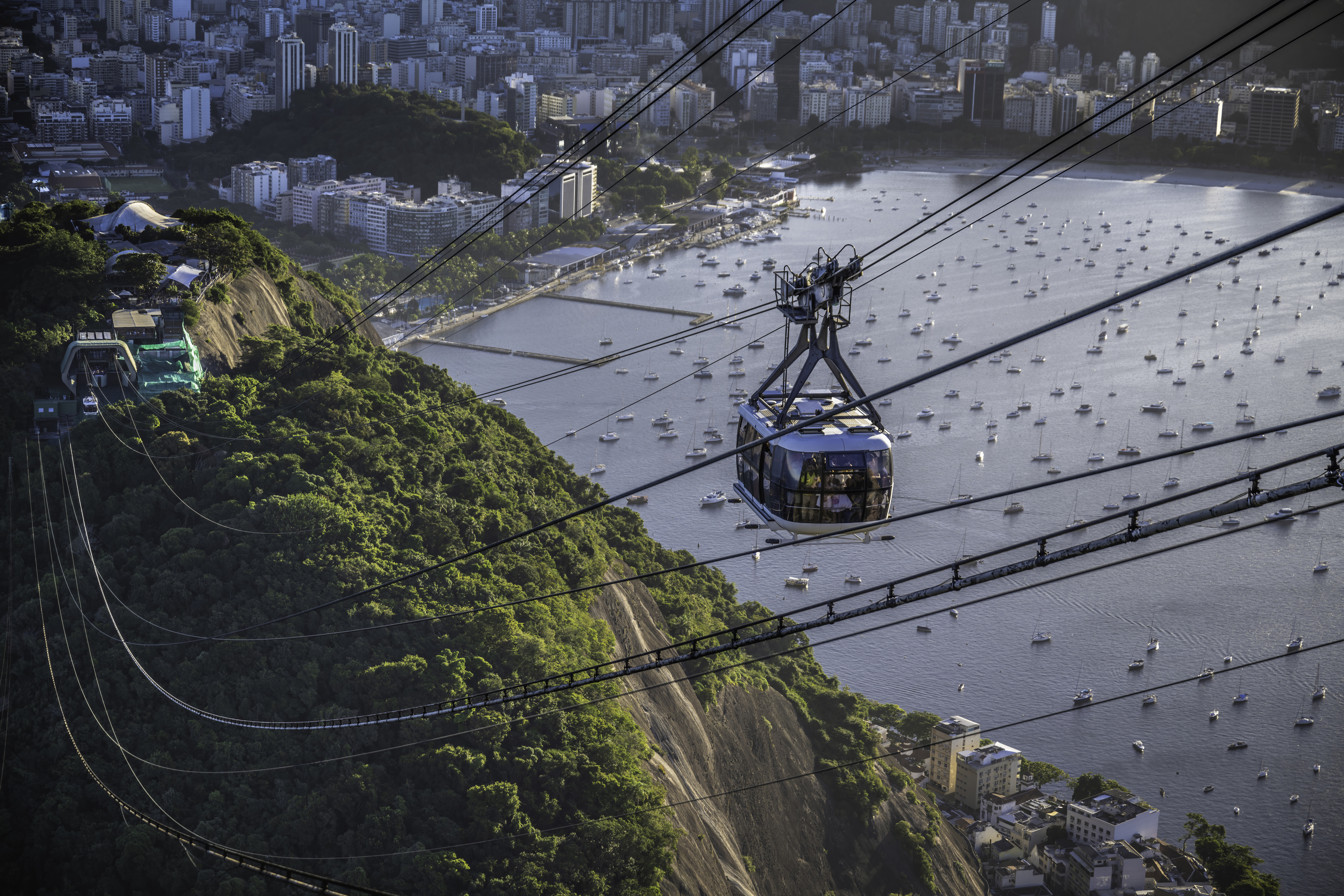
Les câbles du téléphérique.